# Shaoguan
Shaoguan (xinès: 韶关; Hakka: Seukoan) és una ciutat a nivell de prefectura al nord de la província de Guangdong (conegut com Yuebei), al sud de la República Popular de la Xina. Limita amb Hunan al nord-oest i amb Jiangxi al nord-est.
Segons el cens del 2020, la seva població era de 2.855.131 habitants, mentre que la seva àrea urbanitzada (o metropolitana) formada pels districtes urbans conurbats de Zhenjiang, Wujiang i Qujiang tenia 1.028.460 habitants.
A Shaoguan hi ha les restes momificades del sisè patriarca budista zen Huineng.

## Història
Shaozhou era una prefectura sota les dinasties Tang i Song.
L'any 1589 Matteo Ricci va traslladar la seva missió, la primera missió jesuïta a la Xina continental, a Shaoguan després d'un enfrontament amb les autoritats de Zhaoqing. Va romandre a Shaoguan durant uns quants anys, i finalment es va beneficiar de la ubicació de Shaoguan a la important ruta de viatge nord-sud per establir connexions amb dignataris ambulants que li van permetre traslladar-se al nord, a Nanchang, Nanjing i Pequín.
Durant la Segona Guerra Mundial la ciutat, llavors anomenada Kukong, va ser la capital temporal de la província de Guangdong.
El juny de 2009, treballadors uigurs i han es van enfrontar en una fàbrica de joguines a Shaoguan (incident de Shaoguan), que va ser seguit pels disturbis d'Ürümqi al juliol del mateix any.

## Geografia
Shaoguan és la ciutat-prefectura de Guangdong més septentrional. Limita amb Chenzhou (Hunan) al nord-oest i al nord, Ganzhou (Jiangxi) al nord-est, Heyuan a l'est, Guangzhou i Huizhou al sud i Qingyuan a l'oest. Està situada a l'extrem sud de les muntanyes Nan (Nan Ling), que van d'est a oest, i està marcada per nombroses valls creades per l'erosió; dins dels seus límits es troba el mont Shikeng (石坑崆) de 1.902 m, el punt més alt de la província. La ciutat es troba al ferrocarril de Beijing-Guangzhou, a uns 221 quilòmetres al nord de la capital provincial de Guangzhou. Shaoguan també és fàcilment accessible per carretera, ja que és adjacent a l'autopista G4 Beijing-Hong Kong i Macau, així com a moltes altres carreteres nacionals.
A Shaoguan, el riu Wu i el riu Zhen s'uneixen per crear el riu del Nord (Bei Jiang) que flueix cap al sud fins a Guangzhou. El centre de Shaoguan es troba en una península entre els rius Wu i Zhen. Els rius es mantenen a un nivell constant per una presa a uns 12 quilòmetres aigües avall de la ciutat.

### Clima
Shaoguan té un clima subtropical humit influït pel monsó (Köppen Cfa), amb hiverns curts, suaus i humits, primaveres plujoses, estius llargs, calorosos i humits i tardors relativament assolellades. A causa de la ubicació de la ciutat molt a l'interior, els hiverns són significativament més freds que a la resta de la província, amb possibles pluges gelades als ports de muntanya propers en alguns anys. L'hivern comença sec i relativament assolellat, però es fa progressivament més ennuvolat i humit. La primavera és l'estació més ennuvolada i plujosa. La pluja anual és d'uns 1.600 mm, en gran part d'abril a juny. La temperatura mitjana mensual oscil·la entre els 10,3 °C al gener i els 29,0 °C al juliol; la mitjana anual és de 20,5 °C. La ciutat rep 1.617 hores de sol anualment.